# Kokos Aminos
Kokos Aminos ist ein Sammelbegriff für Würzsoßen auf Basis von fermentiertem Kokosblütennektar.

## Herstellung
Der Nektar der Kokospalme wird nach dem Abzapfen kurz fermentiert und anschließend eingekocht. Die enthaltenen Proteine des Nektars werden durch die Enzyme der Fermentation zersetzt. Die Mikroorganismen kommen auf den Oberflächen der Kokospalme natürlich vor. Durch das anschließende Kochen werden auch die Mikroorganismen und deren Proteine zersetzt. Nach einer Filtration wird noch etwas frischer Nektar hinzugegeben. Der hohe Zuckergehalt und das zugegebene Salz konservieren diese Würzsoße.
Die zersetzten Proteine erzeugen den Geschmack Umami.

## Verwendung
Kokos Aminos werden ähnlich wie Sojasauce oder andere Würzsaucen verwendet.